# Guerres Angloaixanti
Les Guerres Anglo-Asante o Guerres Anglo-Aixanti van ser quatre conflictes bèl·lics entre l'Imperi Aixanti, situat a l'interior de la Costa d'Or, actual Ghana, i l'Imperi britànic al segle xix entre els anys 1824 i 1901. El motiu principal de les guerres va ser l'establiment d'un fort control per part dels aixantis a les àrees costaneres que actualment són part de Ghana. Els pobles de la costa, com els fanti i els habitants d'Accra, que eren en la seva majoria de l'ètnia Ga, depenien dels britànics per a la seva protecció contra les incursions dels aixantis. Els aixantis van aconseguir defensar-se reeixidament en forma sorprenent enfront dels britànics en algunes d'aquestes guerres però, al final, l'Imperi Aixanti es va convertir en un protectorat britànic.

## Primeres guerres
Abans d'enfrontar-se a l'Imperi Aixanti, els britànics es van veure involucrats en tres conflictes: la Guerra Aixanti-Fanti de 1806-07, en la qual els britànics van refusar lliurar dos rebels que estaven sent perseguits pels aixantis, però eventualment van lliurar a un d'ells (l'altre va escapar).
En la Guerra Ga-Fanti de 1811, els Akwapim van capturar un fort britànic a Tantamkweri i un fort holandès a Apam.
Durant la Guerra Aixaante-Akim-Akwapim de 1814-16, els aixantis van derrotar a l'aliança Akim-Akwapim. Les autoritats locals britàniques, holandeses i daneses van haver d'arribar a un acord amb els aixantis. El 1817 la Companyia de Mercaders Comerciant a l'Àfrica (britànica) va signar un tractat d'amistat que reconeixia la sobirania aixanti sobre gran part de la costa.

## Primera Guerra Anglo-Aixanti
La Primera Guerra Anglo-Aixanti va tenir lloc entre 1823 i 1831. El 1823 Sir Charles McCarthy, rebutjant les demandes aixantis de terres fanti en àrees de la costa i resistint-se a les obertures de negociació dels aixantis, va liderar una força d'invasió des de Cape Coast. Va ser derrotat i executat pels aixantis que es van quedar amb els caps de MacCarthy i l'alferes Wetherall com a trofeus. En la Batalla de Nsamankow les tropes de McCarthy (que no s'havien unit a les altres columnes) van ser depassades. El Major Alexander Gordon Laing va tornar a Gran Bretanya amb notícies de la seva sort.
Els aixantis van arrasar en direcció a la costa però les malalties els van obligar a replegar-se. Van tenir tant d'èxit en combats posteriors que el 1826 van tornar a marxar cap a la costa. Al principi van lluitar en forma impressionant en camp obert contra forces superiors en nombre de britànics i els seus aliats, entre elles els denkyiras. No obstant això la novetat dels coets Congreve va fer que l'exèrcit aixanti es replegués. El 1831 ambdues parts van acceptar el riu Pra com a frontera en un tractat i així hi va haver trenta anys de pau.

## Segona Guerra Anglo-Aixanti
La Segona Guerra Anglo-Aixanti va tenir lloc entre 1863 i 1864. Amb excepció d'algunes escaramusses petites al llarg del riu Pra entre 1853 i 1854, la pau entre l'Imperi britànic i els aixantis es va mantenir ferma durant més de 30 anys. Va ser només el 1863, que una força aixanti de gran grandària va travessar el riu en cerca d'un fugitiu, Kwesi Gyana. Va haver-hi combats, amb baixes en tots dos bàndols, però la sol·licitud del governador perquè se li enviïn més tropes des d'Anglaterra va ser rebutjada i les malalties van obligar a replegar les tropes.

## Tercera guerra Anglo-Aixanti

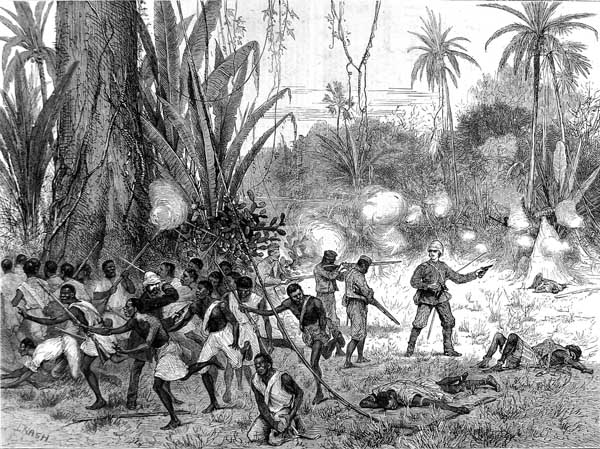
Una lluita en la jungla, Tercera Guerra Anglo-Aixanti. The Graphic 1874

La Tercera Guerra Anglo-Aixanti va durar des de 1873 fins a 1874. El 1869 la família d'un missioner alemany i un missioner suís havien estat portats a Kumasi. Van ser tractats amb hospitalitat, però es va demanar una recompensa per ells. El 1871 el Regne Unit va comprar la Costa d'Or Neerlandesa als Països Baixos, incloent Elmina, un poble que era reclamat pels aixantis. Així va ser que els aixantis van envair el nou domini britànic.
El General Garnet Wolseley, amb 2.500 soldats britànica i diverses milers de tropes de les Índies Occidentals i africanes (entre elles alguns fanti), va ser enviat per enfrontar-se als aixantis i posteriorment es va convertir en un nom conegut en el Regne Unit. La guerra va ser coberta per corresponsals de guerra, incloent a Henry Morton Stanley i G. A. Henty. Es van imprimir instruccions mèdiques i militars per a les tropes. El govern britànic va refusar a acceptar les sol·licituds per interferir amb els fabricants d'armament britànics que estaven venent armes a tots dos bàndols.
Wolseley es va dirigir a la Costa d'Or el 1873, i va fer les preparacions abans de l'arribada de les seves tropes el gener de 1874. Va lluitar en la Batalla de Amoaful al gener d'aquest any, i després de cinc dies de lluita, aquesta va culminar amb la Batalla de Ordashu. La capital, Kumasi, va ser abandonada pels aixantis i ocupada breument pels britàniques i incendiada. Els britànics es van mostrar impressionats amb la grandària del palau i els seus continguts, que incloïa "columnes de llibres en diversos idiomes". El Ashantahene, el líder asante, va signar un dur tractat amb els britànics, el Tractat de Fomena al juliol de 1874, per posar-li fi a la guerra. Entre els articles del tractat entre S. M. Victoria, Reina de Gran Bretanya i Irlanda i S. M. Kofi Karikari, Rei d'Aixanti estaven que "El rei aixanti promet pagar la suma de 50.000 unces d'or com a indemnització per les despeses en els quals va incórrer La seva Majestat la Reina d'Anglaterra durant la recent guerra..." El tractat també estipulava que "Haurà d'existir llibertat de comerç entre Aixanti i els forts de La seva Majestat la Reina d'Anglaterra en la Costa d'Or, tenint totes les persones llibertat per portar la seva mercaderia des de la Costa fins a Kumasi, o des d'aquest lloc a qualsevol de les possessions de La seva Majestat en la Costa". A més, el tractat indicava que "El Rei de Aixantie garantirà que el camí des de Kumasi fins al riu Pra sempre es mantingui obert..." Wolseley va completar la campanya en dos mesos, i va reembarcar a les seves tropes de retorn a casa abans que comencés la temporada perillosa. Va haver-hi 300 baixes britàniques.
Alguns relats britànics fan homenatge a la duresa dels guerrers aixanti a Amoaful, en particular la sagacitat tàctica del seu comandant, Amanquatia: "El gran cacic Amanquatia va estar entre els morts. Van demostrar una admirable destresa en la posició seleccionada per Amanquatia, i la determinació i lideratge que va demostrar en la defensa fent honor a la seva gran reputació com un bon tàctic i valent soldat".
La campanya també és coneguda per haver estat el primer cas registrat que s'hagi utilitzat una locomotora de força motriu en servei actiu. El sapador a vapor número 8 (fabricat per Aveling and Porter) va ser enviat al castell de Cape Coast i assemblat allí. Com a locomotora de força motriu va tenir poc èxit, però va atorgar un bon servei quan se la va emprar com un motor estacionari per operar una serra circular.

## Quarta Guerra Anglo-Aixanti

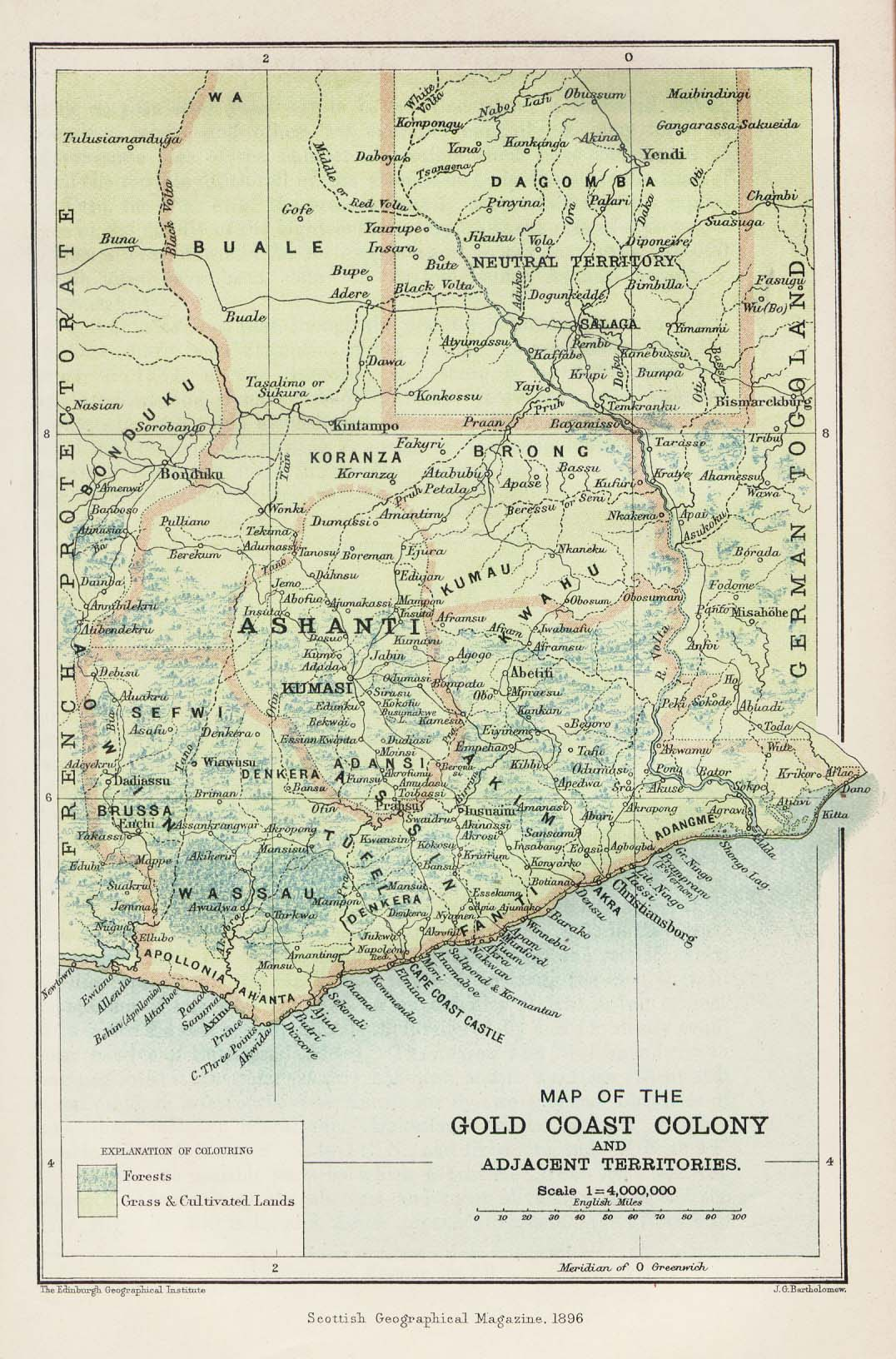
Mapa de la Costa d'Or britànica el 1896

La Quarta Guerra Anglo-Aixanti va ser curta, durant solament entre desembre de 1895 i febrer de 1896. Els aixantis van rebutjar una oferta oficial per convertir-se en un protectorat britànic el 1891, fins al 1894. Amb la intenció de mantenir a les forces alemanyes i franceses fora del territori aixanti (i el seu or), els britànics es van precipitar finalment a conquistar als aixantis. La guerra va començar sota el pretext d'un incompliment del pagament de les multes imposades al monarca aixanti en el Tractat de Fomena després de la guerra de 1874.
Sir Francis Scott va sortir de Cape Coast amb la principal força expedicionària de tropes britàniques i de les Índies Occidentals al desembre de 1895 i va arribar a Kumasi el gener de 1896. Encara que l'Asantehene va ordenar als aixantis que no oferissin resistència, les baixes entre les tropes britàniques van ser altes a causa de les malalties. Entre els morts va estar el gendre de la Reina Victoria, el Príncep Enric de Battenberg. Robert Baden-Powell va liderar a un grup de nadius de diverses tribus locals en la campanya. Poc després el Governador William Maxwell també va arribar a Kumasi. L'Asantehene Agyeman Prempeh I va ser arrestat i deposat. Va ser obligat a signar un tractat de protecció, i al costat d'altres líders aixantis va ser exiliat a les illes Seychelles.

## La Guerra de la Banqueta d'Or
Durant la Guerra de la Banqueta d'Or de 1900 (o Tron d'Or), la resta de la cort aixanti que no es trobava exiliada a les Seychelles va muntar una ofensiva contra les tropes britàniques i fantis estacionades al Fort Kumasi, però finalment van ser derrotades. Yaa Asentewaa, la Regna-Mare dels Ejisu i altres líders aixantis també van ser enviats a les Seychelles. Els territoris aixantis van ser incorporats a la colònia de la Costa d'Or l'1 de gener de 1902.